# Franz von Schönthan
Franz von Schönthan, född den 20 juni 1849 i Wien, död där den 2 december 1913, var en österrikisk lustspelsförfattare.
von Schönthan var först sjöofficer och sedan skådespelare, men ägnade sig åt teaterförfattarskap efter den stora framgången med Das Mädchen aus der Fremde 1879. Bland hans många, särskilt i Tyskland, men även i Sverige mycket omtyckta pjäser märks Krieg im Frieden (1880; "Krig i fred", samma år), Unsere Frauen (1881; "Våra fruar", samma år), båda skrivna tillsammans med Gustav von Moser, Roderich Heller (1883; "Roderik Heller", samma år), Der Raub der Sabinerinnen (1885; tillsammans med brodern Paul; "Sabinskornas bortrövande", samma år). 
Andra av hans medarbetare var Franz Koppel-Ellfeld, Fedor von Zobeltitz, Rudolf Presber, Rudolf Oesterreicher och greve Baudissin. Litterärt har de av eftervärlden ansetts vara utan värde. von Schönthans stycken har uppfattats som harmlösa och komiska; deras ersättare, de franska farserna, har däremot påståtts sällan vara det förra.